# ʿIlm al-ḥurūf
ʿIlm al-ḥurūf o "scienza delle lettere", è una scienza esoterica araba che si interessa della simbologia che i cultori musulmani dell'approccio esoterico credono possa celarsi dietro le lettere dell'alfabeto arabo. È stata spesso considerata come una scienza occulta.

## Etimologia
L'espressione ʿIlm al-ḥurūf (in arabo علم الحروف‎?) è composta dalle parole ʿilm - che significa "scienza" - e ḥurūf, che è il plurale della parola ḥarf che significa "lettera".

## Numerologia dell'alfabeto arabo
| alfabeto arabo | nome  | valore numerologico |
| -------------- | ----- | ------------------- |
| ا              | ʾalif | 1                   |
| ب              | bāʾ   | 2                   |
| ج              | ǧīm   | 3                   |
| د              | dāl   | 4                   |
| ه              | hāʾ   | 5                   |
| و              | wāw   | 6                   |
| ز              | zāy   | 7                   |
| ح              | ḥāʾ   | 8                   |
| ط              | ṭāʾ   | 9                   |
| ي              | yāʾ   | 10                  |
| ك              | kāf   | 20                  |
| ل              | lām   | 30                  |
| م              | mīm   | 40                  |
| ن              | nūn   | 50                  |
| س              | sīn   | 60                  |
| ع              | ʿayn  | 70                  |
| ف              | fāʾ   | 80                  |
| ص              | ṣād   | 90                  |
| ق              | qāf   | 100                 |
| ر              | rāʾ   | 200                 |
| ش              | šīn   | 300                 |
| ت              | tāʾ   | 400                 |
| ث              | ṯāʾ   | 500                 |
| خ              | ṯāʾ   | 600                 |
| ذ              | ḏāl   | 700                 |
| ظ              | ẓāʾ   | 800                 |
| ض              | ḍād   | 900                 |
| غ              | ġayn  | 1000                |